# Dennis Iliohan
Dennis Iliohan (Amsterdam, 11 gennaio 1972) è un ex calciatore olandese, di ruolo attaccante.

## Carriera

### Club
Iliohan giocò con le maglie di Haarlem ed ADO Den Haag, prima di passare ai norvegesi dello Stabæk.
Debuttò nella Tippeligaen il 23 luglio 2000, nella sconfitta per 2-1 contro l'Odd Grenland. Il 6 agosto, segnò la prima rete nella massima divisione norvegese: realizzò una delle marcature che sancirono il pareggio per 3-3 sul campo del Bodø/Glimt.
In seguito, giocò per l'Emmen, per il TOP Oss e per il Lisse.